# Сен-Сир-ан-Арти
Сен-Сир-ан-Арти (фр. Saint-Cyr-en-Arthies) — муниципалитет во Франции, в регионе Иль-де-Франс, департамент Валь-д'Уаз. Население — 226 человек (1999).
Муниципалитет расположен на расстоянии около 60 км северо-западнее Парижа, 28 км северо-западнее Сержи.

## Демография
Динамика населения (Cassini и INSEE):